# Élections législatives de 1902 dans le Var
Les élections législatives de 1902 ont eu lieu les 27 avril et 11 mai.

## Députés élus
|   | Circonscription | Député sortant  |  | Groupe parlementaire | Député élu      |  | Groupe parlementaire       |
| - | --------------- | --------------- |  | -------------------- | --------------- |  | -------------------------- |
| 1 | Brignoles       | Charles Rousse  |  | Radical-socialiste   | Octave Vigne    |  | Socialiste parlementaire   |
| 2 | Draguignan      | Maurice Allard  |  | Union socialiste     | Maurice Allard  |  | Socialiste révolutionnaire |
| 3 | 1re de Toulon   | Prosper Ferrero |  | Union socialiste     | Prosper Ferrero |  | Socialiste révolutionnaire |
| 4 | 2e de Toulon    | Louis Martin    |  | Gauche démocratique  | Louis Martin    |  | Gauche radicale            |

## Résultats à l'échelle du département
| Partis         | Partis                         | Premier tour | Premier tour | Deuxième tour | Deuxième tour | Sièges |
| Partis         | Partis                         | Voix         | %            | Voix          | %             | Sièges |
| -------------- | ------------------------------ | ------------ | ------------ | ------------- | ------------- | ------ |
|                | Parti socialiste de France     | 16 490       | 31,59        |               |               | 2      |
|                | Parti nationaliste             | 11 538       | 22,10        | 3 460         | 34,43         | 0      |
|                | Radicaux socialistes           | 9 906        | 18,97        |               |               | 1      |
|                | Parti socialiste français      | 4 702        | 9,01         | 6 588         | 65,57         | 1      |
|                | Socialistes                    | 3 220        | 6,17         |               |               | 0      |
|                | Républicains socialistes       | 3 302        | 6,32         | 0             |               |        |
|                | Droite                         | 3 048        | 5,84         | 0             |               |        |
|                |                                |              |              |               |               |        |
| Inscrits       | Inscrits                       | 87 233       | 100,00       | 17 388        | 100,00        | 4      |
| Votants        | Votants                        | 53 481       | 61,31        | 10 398        | 59,80         |        |
| Abstentions    | Abstentions                    | 33 752       | 38,69        | 6 990         | 40,20         |        |
| Blancs et nuls | Blancs et nuls                 | 1 275        | 2,38         | 350           | 3,37          |        |
| Exprimés       | Exprimés                       | 52 206       | 97,62        | 10 048        | 96,63         |        |
|                |                                |              |              |               |               |        |
|                | Bloc des gauches ministériels  | 21 130       | 40,47        | 6 588         | 65,57         | 2      |
|                | Socialistes antiministériels   | 16 490       | 31,59        |               |               | 2      |
|                | Oppositions antiministérielles | 14 586       | 27,94        | 3 460         | 34,43         | 0      |

## Résultats par arrondissement

### Arrondissement de Brignoles
| Candidat       | Candidat       | Parti          | Premier tour | Premier tour | Deuxième tour | Deuxième tour |
| Candidat       | Candidat       | Parti          | Voix         | %            | Voix          | %             |
| -------------- | -------------- | -------------- | ------------ | ------------ | ------------- | ------------- |
|                | Octave Vigne   | PSF            | 4 702        | 27,02        | 6 588         | 65,57         |
|                | Paul Comte     | PN             | 4 153        | 23,87        | 3 460         | 34,43         |
|                | Jean Théodore  | Socialiste     | 3 220        | 18,50        |               |               |
|                |                |                |              |              |               |               |
| Inscrits       | Inscrits       | Inscrits       | 17 401       | 100,00       | 17 388        | 100,00        |
| Votants        | Votants        | Votants        | 12 174       | 69,96        | 10 398        | 59,80         |
| Abstention     | Abstention     | Abstention     | 5 227        | 30,04        | 6 990         | 40,20         |
| Blancs et nuls | Blancs et nuls | Blancs et nuls | 99           | 0,81         | 350           | 3,37          |
| Exprimés       | Exprimés       | Exprimés       | 12 075       | 99,19        | 10 048        | 96,63         |

### Arrondissement de Draguignan
| Candidat       | Candidat       | Parti                  | Premier tour | Premier tour |
| Candidat       | Candidat       | Parti                  | Voix         | %            |
| -------------- | -------------- | ---------------------- | ------------ | ------------ |
|                | Maurice Allard | PSdF                   | 8 518        | 51,94        |
|                | Poiteau        | PN                     | 3 575        | 21,80        |
|                | Neton          | Républicain socialiste | 3 302        | 20,13        |
|                | Roger Berment  | Radical socialiste     | 1 006        | 6,13         |
|                |                |                        |              |              |
| Inscrits       | Inscrits       | Inscrits               | 24 817       | 100,00       |
| Votants        | Votants        | Votants                | 16 581       | 66,81        |
| Abstention     | Abstention     | Abstention             | 8 236        | 33,19        |
| Blancs et nuls | Blancs et nuls | Blancs et nuls         | 180          | 1,09         |
| Exprimés       | Exprimés       | Exprimés               | 16 401       | 98,91        |

### Arrondissement de Toulon

#### 1ère circonscription
| Candidat       | Candidat        | Parti          | Premier tour | Premier tour |
| Candidat       | Candidat        | Parti          | Voix         | %            |
| -------------- | --------------- | -------------- | ------------ | ------------ |
|                | Prosper Ferrero | PSdF           | 7 972        | 61,65        |
|                | Latapie         | PN             | 3 810        | 29,46        |
|                | Guillabert      | Droite         | 1 149        | 8,89         |
|                |                 |                |              |              |
| Inscrits       | Inscrits        | Inscrits       | 23 565       | 100,00       |
| Votants        | Votants         | Votants        | 13 608       | 57,75        |
| Abstention     | Abstention      | Abstention     | 9 957        | 42,25        |
| Blancs et nuls | Blancs et nuls  | Blancs et nuls | 677          | 4,98         |
| Exprimés       | Exprimés        | Exprimés       | 12 931       | 95,02        |

#### 2ème circonscription
| Candidat       | Candidat           | Parti              | Premier tour | Premier tour |
| Candidat       | Candidat           | Parti              | Voix         | %            |
| -------------- | ------------------ | ------------------ | ------------ | ------------ |
|                | Louis Martin       | Radical socialiste | 8 900        | 82,42        |
|                | Arnauld de Praneuf | Droite             | 1 899        | 17,58        |
|                |                    |                    |              |              |
| Inscrits       | Inscrits           | Inscrits           | 21 450       | 100,00       |
| Votants        | Votants            | Votants            | 11 118       | 51,83        |
| Abstention     | Abstention         | Abstention         | 10 332       | 48,17        |
| Blancs et nuls | Blancs et nuls     | Blancs et nuls     | 319          | 2,87         |
| Exprimés       | Exprimés           | Exprimés           | 10 799       | 97,13        |